# Bosobolo
Bosobolo är en ort i Kongo-Kinshasa. Den ligger i provinsen Nord-Ubangi, i den nordvästra delen av landet, 1 100 km nordost om huvudstaden Kinshasa.